# Blancall d'eriçons

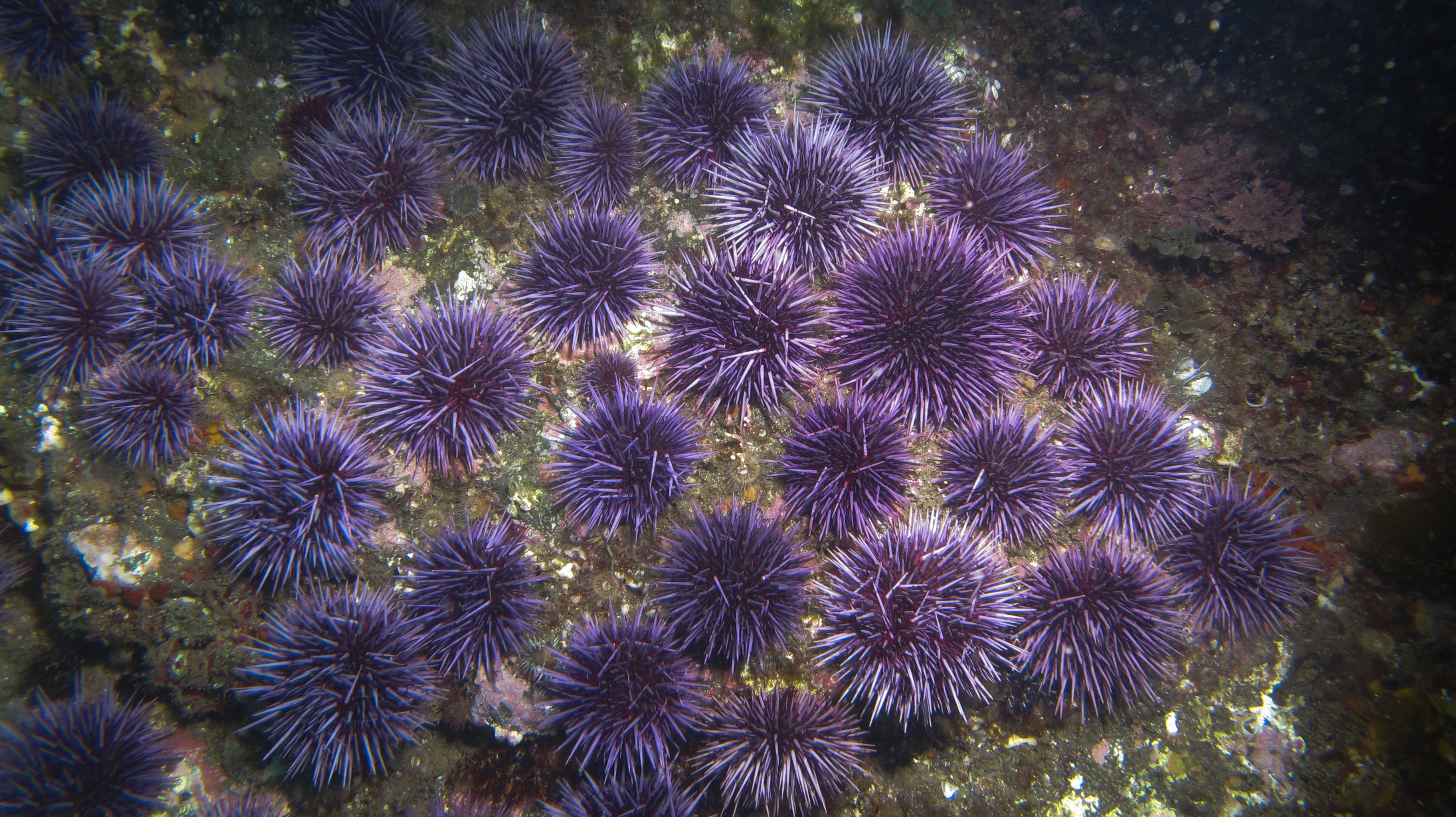
Blancall d'eriçons en procés de formació

Un blancall d'eriçons és una zona de les parts menys profundes de l'oceà en la qual les poblacions d'eriçons de mar han crescut de manera descontrolada, cosa que ha desembocat en el sobrepasturatge dels boscos de varec per aquests animals. Els eriçons de mar es mengen la part baixa de la tija del varec, cosa que fa que el varec se separi del fons marí i acabi morint. La desaparició de l'hàbitat i els nutrients que ofereix el varec provoca importants efectes de cascada en l'ecosistema marí. Les parts del Pacífic nord en les quals no hi ha llúdries marines sovint es converteixen en blancalls d'eriçons. La reintroducció de les llúdries marines a la Colúmbia Britànica conduí a una millora substancial de la salut dels ecosistemes costaners. S'han observat canvis similars amb la recuperació de les poblacions de llúdries marines a les Illes Aleutianes i del Comandant, així com a la costa de Big Sur, a Califòrnia. Tanmateix, alguns ecosistemes amb boscos de varec de Califòrnia prosperen sense llúdries marines, sense que estigui clar quins són els altres factors que controlen les poblacions d'eriçons marins.